# Vincent Mwale
Vincent Mwale (* 5. Dezember 1978) ist ein sambischer Politiker der Movement for Multi-Party Democracy (MMD) sowie zurzeit der Patriotic Front (PF).

## Leben
Mwale, der als Unternehmer tätig war, wurde 2006 als Kandidat der Movement for Multi-Party Democracy (MMD) erstmals zum Mitglied der Nationalversammlung Sambias gewählt und vertritt seither den Wahlkreis Chipangali. Im Februar 2015 wechselte er zur Patriotic Front (PF) und wurde für diese bei den Wahlen am 11. August 2016 in seinem Wahlkreis wiedergewählt.
Bereits kurz nach seiner Wahl wurde er im Februar 2015 von Präsident Edgar Lungu zum Minister für Jugend und Sport in dessen Kabinett berufen. Im Zuge einer Kabinettsumbildung nach den Wahlen von 11. August 2016 übernahm er im September 2016 von Stephen Kampyongo das Amt des Ministers für Kommunalverwaltung und Wohnungsbau, während Moses Mawere neuer Minister für Jugend, Sport und kindliche Entwicklung wurde. Im Oktober 2016 wurde er zudem Mitglied des Reform- und Modernisierungsausschusses der Nationalversammlung.